# Legislació bàsica federal
La legislació bàsica federal és un tipus de llei prevista en als articles 109.4 i 140 de la Llei Fonamental de Bonn.
La llei bàsica federal nascuda seguint l'article 109.4 es caracteritza per establir uns principis d'aplicació comuna a la Federació i els estats federals alemanys en l'àmbit de l'economia pressupostària, la planificació financera pluriannual i el dret pressupostari. Perquè siga aprovada cal l'aprovació del Consell Federal alemany.
La llei bàsica federal nascuda seguint l'article 140 remet a l'article 138.1 de la Constitució de Weimar. En aquest tipus de llei s'estableixen els principis legislatius que han de seguir les legislacions dels estats federals alemanys sobre les prestacions donades a les comunitats religioses.